# Boophis calcaratus
Boophis calcaratus Vallan, Vences & Glaw, 2010 è una rana della famiglia Mantellidae, endemica del Madagascar.
L'epiteto specifico deriva dal latino calcar = "sperone"  in riferimento ai caratteristici tubercoli spinosi presenti sui talloni di questa specie.

## Distribuzione e habitat
Attualmente la sua presenza è nota solo in 3 località del Madagascar orientale: Ambavaniasy, l'isola Nosy Boraha e la riserva naturale integrale di Betampona. Il suo habitat naturale è la foresta pluviale, con un range di altitudine da 0 a 800 m s.l.m.

## Conservazione
La IUCN Red List considera Boophis calcaratus come specie a basso rischio (Least Concern).